# Nunatsiavut

Nunatsiavut är ett delvis autonomt område i norra Labrador i Kanada. Namnet betyder "vårt vackra land" på inuktitut. Området är labradorinuiternas hemland. Området omfattar 72 520 km2 land och 44 030 km2 hav på den norra delen av Labradorhalvön. I området bor ungefär 2 500 personer i någon av områdets fem samhällen: Nain, Hopedale, Makkovik, Rigolet och Postville. Nain är områdets administrativa huvudstad, medan Hopedale utgör områdets lagstiftande huvudstad.

Nunatsiavuts flagga

Den 1 december 2005 bildades Nunatsiavuts regering, vilket blev provinsen Newfoundland och Labradors första regionala självstyre. Labradorinuiterna (eller labradormiut) blev i och med bildandet av Nunatsiavut även Kanadas första självstyrande inuitgrupp. Gruppen beräknas bestå av ungefär 6 500 personer som har fått rätt till självstyre, varav ungefär 2 500 redan bor i det självstyrande området. 2019 öppnades kulturcentret Illusuak i Nain, med syftet att bevara invånarna i Nunatsiavuts språk, historia och kultur.
De officiella språken i området är inuttut (en inuktitut-dialekt) och engelska.

## Historia
Befolkningen i Nunatsiavut anses vara ättlingar till det forntida Thulefolket. Thulefolket var jägare som drogs till norra Labrador i jakt på matresurser. Fram till 1500-talet levde labradorinuiterna utan kontakt med några europeiska kulturer. Den första kontakten var med baskiska valjägare på 1500-talet. På 1770-talet anlände herrnhutiska missionärer till norra Labrador och blev de första européerna som etablerade en fast bosättning norr om Hamilton Inlet. Med missionärerna följde kristendomen och ett nytt sätt att handla, vilket väsentligen förändrade inuiternas kultur och levnadssätt. Mötet med européerna innebar även att nya sjukdomar spreds, vilka var nära på att slå ut flera inuitiska samhällen.